# Nobliaux et Sorcières
Nobliaux et Sorcières est le quatorzième livre des Annales du Disque-monde de l'écrivain anglais Terry Pratchett et traduit en français par Patrick Couton. Il fut publié en 1999.
L'œuvre originale fut publiée en 1992 sous le titre Lords and Ladies.

## Résumé
Ce roman est la suite de Mécomptes de fées. Les sorcières Mémé Ciredutemps, Nounou Ogg et Magrat Goussedail rentrent au Royaume de Lancre et découvrent que de jeunes amatrices de sorcellerie ont affaibli un portail entre deux réalités. Les elfes tentent alors de s'infiltrer à travers la brèche afin de dominer les humains.
Tout ceci se déroule en même temps que les préparatifs du mariage de Magrat et du roi Vérence II.

## Thèmes
Le thème principal du roman est sans doute la ruralité avec les clichés qu'ils impliquent : les traditions (cf. le rapport avec les elfes) et le choc avec le monde urbain (cf. la visite des mages et l'estime de Vérence pour les livres non partagée par la population).
Les elfes, contrairement à la vision classique moderne (celle de J. R. R. Tolkien en particulier), ne sont pas bons et sages, mais méchants et cruels. Par contre ils sont toujours aussi beaux.
Ils correspondent ainsi à la vision folklorique traditionnelle anglaise des elfes : des êtres sans scrupules avec lesquels il ne faut surtout pas faire de marché, qui échangent des enfants contre une version d'eux maléfique ou qui s'en prennent au bétail.
Tout comme Trois sœurcières parodiait Macbeth et Hamlet, l'intrigue de Nobliaux et Sorcières parodie largement celle du Songe d'une nuit d'été, de Shakespeare.
On peut également remarquer que Pratchett aborde le phénomène de la culture gothique par le biais des jeunes apprenties sorcières qui portent de la dentelle noire, se peignent les ongles en noir, et se maquillent afin de paraître blafardes.

## Personnages
En plus des trois sorcières, les personnages qui apparaissent dans le roman sont :
- Les mages de l'Université de l'invisible :
  - Mustrum Ridculle
  - Cogite Stibon
  - le bibliothécaire
  - l'économe
- Casanabo le nain
- Les apprenties sorcières :
  - Diamanda Toquelet
  - Agnès Créttine, alias Perdita
  - Amanita DeVice
  - Suzanne, alias Muscara
  - Violette Frottige, alias Magenta

et une petite apparition de la Mort.
Le lecteur en apprend plus sur les habitants du royaume de Lancre :
- Jason Ogg, peut-être le meilleur forgeron du disque et membre de la troupe des Danseurs Morris de Lancre avec Bestialité Charretier (le boulanger), Tisserand (le chaumier), Nécrolah Charpentier (le tailleur), Boulanger (le tisserand), Tailleur (l'autre tisserand) et Chaumier (le charretier).
- Le personnel du château : Shawn Ogg, l'homme à tout faire (armée, portier et de nombreuses tâches ingrates), monsieur Lendure l'apiculteur, Hodgesouille le fauconnier, Émilie Chillum la blanchisseuse et dame de compagnie et madame Scorbique la cuisinière.

## Autour du roman
C'est dans ce roman que l'on apprend beaucoup sur la vie de Mémé Ciredutemps, en particulier comment elle est devenue sorcière. On y apprend également qu'elle fut anciennement la petite amie de l'archichancelier.
Le terrible secret des forgerons est également dévoilé : un forgeron a le pouvoir de ferrer tout animal qu'on lui amène. Mais ce pouvoir à un coût : il a le devoir de ferrer tout animal qu'on lui amène.
Le thème, cher à Pratchett, des univers parallèles est également abordé avec la fameuse métaphore du pantalon du temps, présente aussi dans Mortimer et Johnny et la Bombe (hors Disque-monde).
Enfin, et comme dans la plupart des romans du disque, le pouvoir de l'esprit est au centre de l'histoire :
- Les elfes arrivent à rentrer dans l'univers des humains car les humains croient aux elfes.
- Les trois duels de Mémé Ciredutemps, une fois face à la jeune sorcière Diamanda, une fois contre la reine des elfes et une fois contre sa licorne. Mais aussi la prouesse de son Emprunt de l'esprit des ruches.
- Magrat qui se sent possédée par l'esprit de la reine guerrière Ynci malgré le fait que cette dernière ne fut qu'une invention de l'Histoire.